# Vojaška tehnika
Vojaška tehnika je vsa tehnika, ki se uporablja v vojaške namene (od ročne bombe do letalonosilke).

## Delitev vojaške tehnike
- orožje
- vojaška vozila
- vojaška plovila
- vojaški zrakoplovi
- vojaška oprema

## Časovna delitev
- antična orožja
- srednjeveška orožja
- vojaška tehnika Napoleonovih vojn
- vojaška tehnika prve svetovne vojne
- vojaška tehnika druge svetovne vojne
- sodobna vojaška tehnika